# Leucobrephos brephoides
Leucobrephos brephoides är en fjärilsart som beskrevs av Walker 1857. Leucobrephos brephoides ingår i släktet Leucobrephos och familjen mätare. Inga underarter finns listade i Catalogue of Life.